# Caralluma speciosa
Caralluma speciosa là một loài thực vật có hoa trong họ La bố ma. Loài này được (N.E.Br.) N.E.Br. mô tả khoa học đầu tiên năm 1895.